# Platphalonidia assector
Platphalonidia assector är en fjärilsart som beskrevs av Józef Razowski 1967. Platphalonidia assector ingår i släktet Platphalonidia och familjen vecklare. Inga underarter finns listade i Catalogue of Life.